# Firewall (film)
Firewall – film z 2006 roku w reżyserii Richarda Loncraine’a.

## Obsada
- Harrison Ford – Jack Stanfield
- Paul Bettany – Bill Cox
- Virginia Madsen – Beth Stanfield
- Robert Patrick – Gary Mitchell
- Robert Forster – Harry
- Alan Arkin – Arlin Forester

## Fabuła
Akcja rozgrywa się w Seattle. Jack Stanfield (Harrison Ford) jest informatykiem w bankowej ochronie, który zaprojektował tam oprogramowanie  „Firewall”,  system elektronicznych zapór chroniących przed hakerami. Pewnego razu do jego domu włamują się bandyci, którzy biorą jego żonę Beth (Virginia Madsen) i dzieci jako zakładników. Szantażysta Bill Cox (Paul Bettany) żąda 100 mln dolarów. Jack w kilka godzin ma włamać się do chronionych informacji bankowych i po przetransferowaniu pieniędzy, ma zatrzeć wszystkie ślady po zagranicznym koncie Billa. Jeśli tego nie zrobi, to jego rodzina zginie.